# مونيكا دريك
مونيكا دريك (بالإنجليزية: Monica Drake)‏ (1967)؛ روائية أمريكية.